# Ali Fethi Okyar

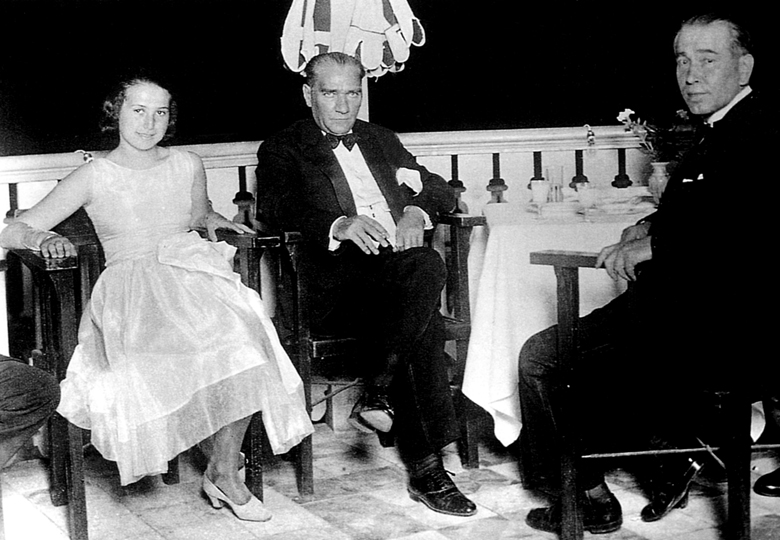
Fethi Okyar amb Atatürk, i la seva filla Nermin (després apellidada Kırdar) a Yalova, c. 1930.

Ali Fethi Okyar (Prílep, 1880 - Istanbul, 7 de maig de 1943) fou un militar, polític i diplomàtic turc.
Nascut a Prílep (actualment a Macedònia del Nord), en temps otomans, Ali Fethi va fer la carrera militar i va ser membre del Comitè Unió i Progrés. El 1911 va lluitar a Líbia amb Mustafà Kemal. El 1912 actua en la Guerra dels Balcans; aquest mateix any fou elegit diputat per poc temps. El 1913 va dimitir de l'exèrcit per esdevenir ambaixador a Sofia (1913-1917). El 1917 fou altre cop diputat; al final de la guerra fou ministre al gabinet d'Ahmed Izzet Pasha (14 d'octubre de 1918 - 11 de novembre de 1918). El primer ministre Damad Ferid Pasha (4 de març de 1919 - 2 d'octubre de 1919) el va fer empresonar i enviat sota custòdia britànica a Malta on va restar fins a 1921. Es va posar al servei del seu amic Mustafà Kemal i fou ministre de l'Interior (octubre de 1921) i dues vegades primer ministre (14 d'agost de 1923 a 30 d'octubre de 1923 i 21 de novembre de 1924 a 6 de març de 1925). Després fou ambaixador a París. L'agost del 1930 va tornar a Turquia i va fundar el Partit Republicà Lliure (Serbest Cumhuriyet Firkasi) sota instigació d'Ataturk que volia una oposició dòcil pel seu Partit Republicà del Poble. Però com que el partit va rebre el suport dels adversaris del laïcisme, fou dissolt l'octubre següent. El 1934 fou nomenat ambaixador a Londres fins al 1939. Va tornar a ser diputat i el 1941 ministre de Justícia fins a 1942 quan es va retirar per motius de salut. Va morir el 1943.